# Ildjarn
Ildjarn is een in 1992 opgericht blackmetalproject van Ildjarn (Vidar Vaaer).

## Biografie
Ildjarn is begonnen als een sideproject van Ildjarn uit Thou Shalt Suffer (een blackmetalband die later bekend zal worden onder de naam Emperor). Voor zijn eerste twee demo's gebruikte Ildjarn dan ook respectievelijk Samoth en Ihsahn (beide spelers in Thou Shalt Suffer) als vocalist. In 1993 volgde een ep met de vrij onbekende artiest Nidhogg. In 1994 besloot Ildjarn alles zelf te doen en bracht hij zijn laatste demo "Minnesjord" uit. Een compilatie "Det Frysende Nordariket" volgde en al spoedig kwam Ildjarns eerste gelijknamige album uit. De muziek van Ildjarn was keiharde snelle black metal, die meer een punk, techno opbouw volgden dan black metal. Na nog twee black metal albums, "Forest Poetry" en "Strength and Anger" die beide de agressieve stijl van Ildjarn zouden voortzetten, stopte Ildjarn met het maken van black metal. Ildjarns nieuwe richting zou meer richting ambient neigen, en moest de schoonheid en eenzaamheid van de oneindige Noorse bossen uitbeelden. Twee albums "Landscapes" en "Hardangervidda" alsook twee ep's "Son of the Northstar" en "Hardangervidda Part 2" volgden. In 2002 hield Ildjarn op muziek te produceren, maar aangezien de navraag voor zijn oude uitgaven zo groot was besloot hij samen met het label Northern Heritage diverse albums uit te brengen met daarop zijn hele discografie (zowel van uitgebrachte nummers als nog niet eerder uitgebrachte nummers). In 2006 kwam het laatste compilatiealbum "Ildjarn is Dead" uit om het definitieve einde van het project aan te kondigen.

## Bezetting

### Laatste bezetting
- Ildjarn - Alle instrumenten

### Sessieleden
- Samoth - Vocalist 1992
- Ihsahn - Vocalist 1993
- Nidhogg - Keyboards, Drummachine 1996-2002

## Discografie

### Studioalbums
- 1995 Ildjarn
- 1996 Forest Poetry
- 1996 Strength and Anger
- 1996 Landscapes
- 2002 Hardangervidda

### Ep's
- 1993 Norse
- 1996 Svartfråd
- 2001 Son of the Northstar
- 2002 Hardangervidda part 2

### Compilaties
- 2002 1992-1995
- 2003 Ildjarn-Nidhogg
- 2004 Minnesjord - The Dark Soil
- 2004 Nocturnal Visions
- 2005 Ildjarn 93
- 2005 Ildjarn is Dead

### Demo's
- 1992 Seven Harmonies of Unknown Truths
- 1993 Ildjarn
- 1994 Minnesjord